# Stazione di Villafranca (Francia)
La stazione di Villafranca (in francese Villefranche-sur-Mer) è una fermata ferroviaria della linea Marsiglia-Ventimiglia a servizio dell'omonimo comune situato nel dipartimento delle Alpi Marittime, regione Provenza-Alpi-Costa Azzurra.
La fermata ha due binari per servizio viaggiatori.
È servita da TGV e dal TER PACA (Treno regionale della PACA).